# 전화 기호
전화 기호(電話記號)는 전화기처럼 생긴 기호이다.